# Лебедева, Антонина Васильевна
Антонина Васильевна Лебедева (29 марта 1916, станция Бакунино, Новоторжский уезд, Тверская губерния, Российская империя — 17 июля 1943, Болховский район, Орловская область, РСФСР, СССР) — советская военная лётчица, парторг эскадрильи, участница Великой Отечественной войны.

## Биография
Родилась на станции Бакунино (ныне — в Кувшиновском районе Тверской области).
После школы поступила на заочное отделение биологического факультета МГУ (к тому времени семья Лебедевых перебралась в Москву) и стала курсантом Дзержинского аэроклуба Москвы.
С первых дней Великой Отечественной войны настойчиво добивалась и добилась направления в действующую авиационную часть, стала умелым и мужественным воздушным бойцом. Свою боевую деятельность начала в составе 586-го женского истребительного авиаполка, защищая от налётов Саратов. Затем воевала в составе звена девушек-лётчиц и добилась перевода в 434-й истребительный авиационный полк, (210-й истребительной авиационной дивизии, 1-го истребительного авиационного корпуса), защищавший небо Сталинграда.
В воздушных боях сбила лично и в группе с товарищами 3 вражеских самолёта.
С лета 1943 года гвардии младший лейтенант Антонина Лебедева воевала в составе 65-го Гвардейского истребительного авиаполка, (4-й гвардейской истребительной авиадивизии, 1-го гвардейского истребительного авиационного корпуса). В ожесточённых воздушных боях на Орловском направлении вместе со своей подругой Клавдией Блиновой, она принимала самое активное участие, делая по 2-3 боевых вылета в день. 17 июля 1943 года в неравном бою четвёрки наших лётчиков с 30 вражескими самолётами парторг эскадрильи Антонина Лебедева была сбита, и её судьба долгое время оставалась неизвестной.
Уже после войны история получила неожиданное продолжение. В 1982 году группа орловских следопытов участвовала в раскопках самолёта, упавшего летом 1943 года возле села Бетово Болховского района Орловской области. В ходе раскопок были извлечены останки лётчика, его парашют, пистолет, нож и документы. Среди прочих, в документах были полётная и медицинская книжки, где чётко было прописано имя обладателя: Лебедева Антонина Васильевна.
На перезахоронении лётчицы присутствовал бывший командир 1-го Гвардейского истребительного авиакорпуса генерал-лейтенант Е. М. Белецкий, который привёз подтверждение из архивных источников о том, что именно здесь был последний вылет Антонины на боевое задание, из которого она 17 июля 1943 года не вернулась.
Могила А. В. Лебедевой находится сейчас в бывшем совхозе «Вязовский» Болховского района Орловской области. Там ей установлен обелиск.

## Награды
Медаль «За отвагу» (22.02.1943)

## Память
- В Москве на металлургическом заводе «Серп и Молот» есть комната боевой славы 1-го Гвардейского Минского истребительного авиационного корпуса. Среди прочих экспонатов — стенд «Полёт в бессмертие», посвящённый воспитаннице Осоавиахима — Антонине Лебедевой.
- В музее города Орла находятся личные вещи А. В. Лебедевой, найденные при раскопках: пистолет «ТТ», парашют, документы. Подробности этих раскопок и судьба Антонины Лебедевой описаны в небольшой книжке-повести Г. Майорова, тогда корреспондента газеты «Орловский комсомолец», который тоже был на раскопках. Повесть называется «Без вести пропавшим не считать». Там есть и фотографии с раскопок. Книга выпущена в 1985 году Приокским книжным изданием (город Тула) в количестве 8000 экземпляров.
- В память о лётчице Антонине Лебедевой названа одна из вновь построенных улиц Болхова[6].